# Lucien De Muynck
Lucien De Muynck (né le 1er août 1931 à Heule et mort le 24 octobre 1999 à Duffel) est un athlète belge, spécialiste du 800 mètres.

## Biographie
Il remporte la médaille d'argent du 800 m lors des championnats d'Europe d'athlétisme de 1954, à Berne en Suisse, devancé par le Hongrois Lajos Szentgáli.
Il participe aux Jeux olympiques de 1952 à Helsinki, et s'incline dès les séries du 800 m.

### Palmarès
| Date | Compétition           | Lieu  | Résultat | Épreuve | Performance  |
| ---- | --------------------- | ----- | -------- | ------- | ------------ |
| 1954 | Championnats d'Europe | Berne | 2e       | 800 m   | 1 min 47 s 3 |

### Records
| Épreuve | Performance  | Lieu  | Date         |
| ------- | ------------ | ----- | ------------ |
| 800 m   | 1 min 47 s 3 | Berne | 28 août 1954 |